# École provinciale royale lituanienne

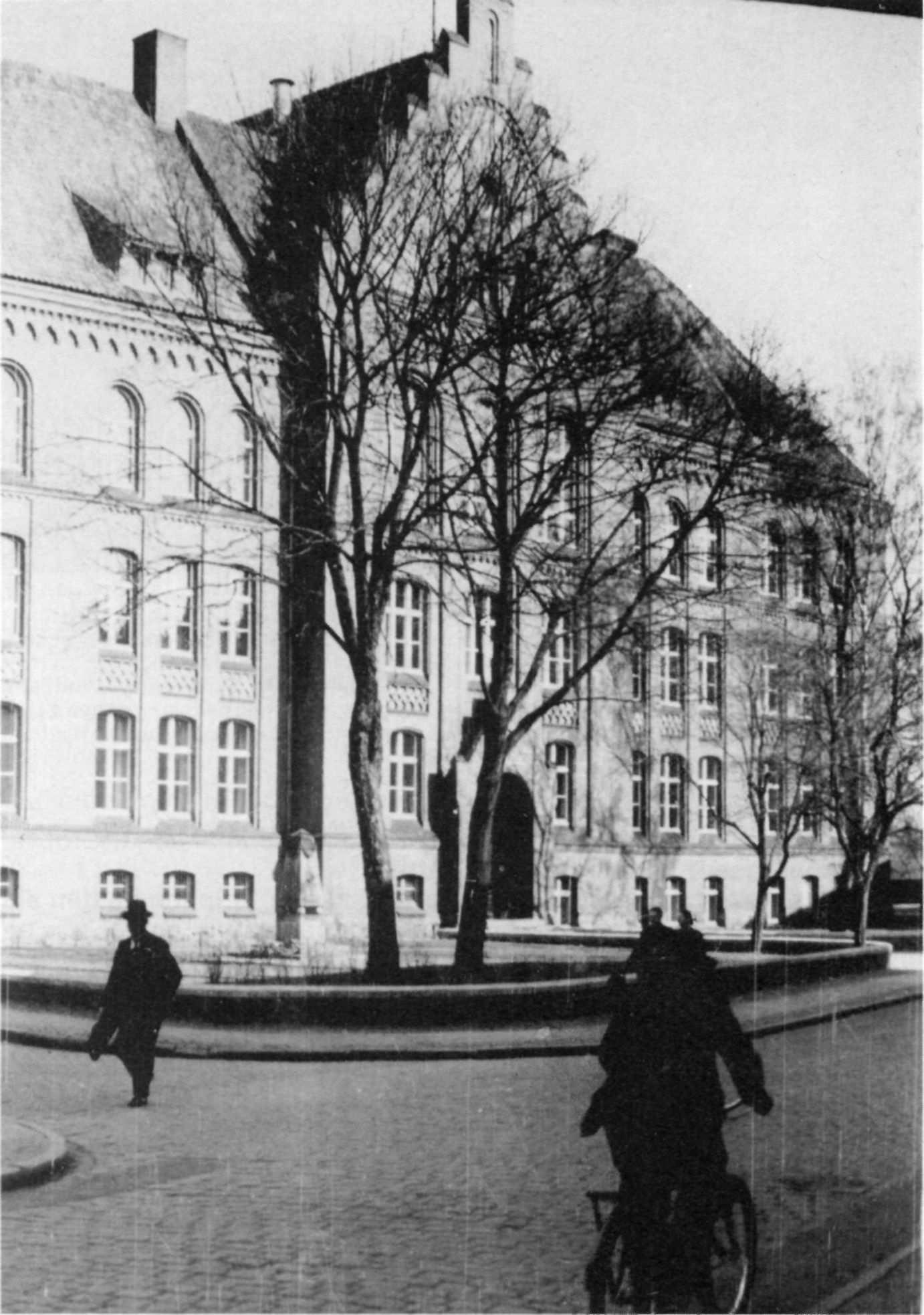
Nouveau bâtiment du lycée humaniste de Tilsit

L'école provinciale royale lituanienne est un lycée humaniste de Tilsit.

## Histoire
Trente ans après sa fondation, la ville de Tilsit, en Lituanie prussienne, reçoit en 1586 une école spéciale. Le Studium particulare est destiné à préparer les étudiants au Studium generale de l'Université de Königsberg, fondée en 1544. Depuis que le margrave Georges-Frédéric initie la fondation et l'entretien de l'école, elle s'appelle depuis 1589 l'école princière du duché de Prusse. Entre 1586 et 1804, l'école compte 24 directeurs en fonction, dont les noms et les origines sont connus. Dans le royaume de Prusse, l'école reçoit le statut de lycée en 1812.
Du 31 mai au 2 juin 1886, la ville célèbre le 300e anniversaire de l'illustre lycée de Tilsense. Le corps musical du 1er régiment de dragons (de) joue lors de cet évènement. Le haut président de la province de Prusse-Orientale, Albrecht von Schlieckmann, a souhaité une célébration tout aussi belle du 400e anniversaire du jour de sa fondation. Cela a lieu à Kiel parce que l'école d'érudition de Kiel (de) prend le parrainage. La célébration du 350e anniversaire est également célébrée en 1936.

## Professeurs
- Ferdinand Clemens (1807-1861), professeur de mathématiques[4]
- Carl Heinrich Krauß (de) (1812-1849), professeur de mathématiques
- Julius Gerlach (1819-1873), philologue, diacre de l'église allemande de Tilsit, député du Parlement de Francfort

## Élèves
- Karl Brinkmann (de)
- Eduard Louis Busch (de)

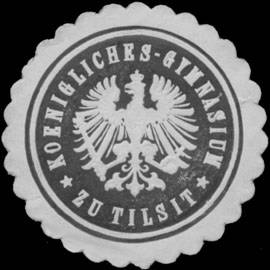
Sceau du lycée

- Johann Friedrich von Domhardt (de)
- Georg Heinrici (de)
- Walther Hubatsch
- Rudolf Kowalski (de)
- Bruno Liebrucks (de)
- Hans Lippold[5]
- Ernst Mendrzyk (de)
- Friedrich Julius Morgen (de)
- Siegfried Schindelmeiser[6],[7]
- Jules Albert Siehr